# Nicolaus Pistoris
Nicolaus Pistoris (Leipzig, 1411 — Leipzig, 5 de Fevereiro de 1471) foi médico, burgomestre de Leipzig e médico particular de Ernesto, Eleitor da Saxônia (1441-1486). Em 1426, entrou para a Universidade de Leipzig para estudar Medicina conseguindo o bacharelado em 1429. Em 1442 formou-se em direito, porém, essa licenciatura não teve papel importante na vida dele. Em 9 de julho de 1448 recebeu seu Doutorado e logo em seguida tornou-se professor da faculdade de Mediciina da Universidade de Leipzig.
Em 1453, foi eleito vereador em Leipzig, e pouco tempo depois tomou parte no Conselho do Eleitor da Saxônia. Sabe-se que atuou principalmente como médico particular do eleitor, porém, seus conhecimentos como consultor jurídico foi relevante. Entre 1467 e 1470 foi eleito burgomestre de Leipzig.
Foi casado com Catharina Wolkenstein (1423–1481) e Simon Pistoris, o Velho era seu filho. Nicolaus era muito estimado e com ele se iniciou uma geração de acadêmicos na área científica.